# Медінет Абу
25°43′12″ пн. ш. 32°36′03″ сх. д. / 25.72000° пн. ш. 32.60083° сх. д.

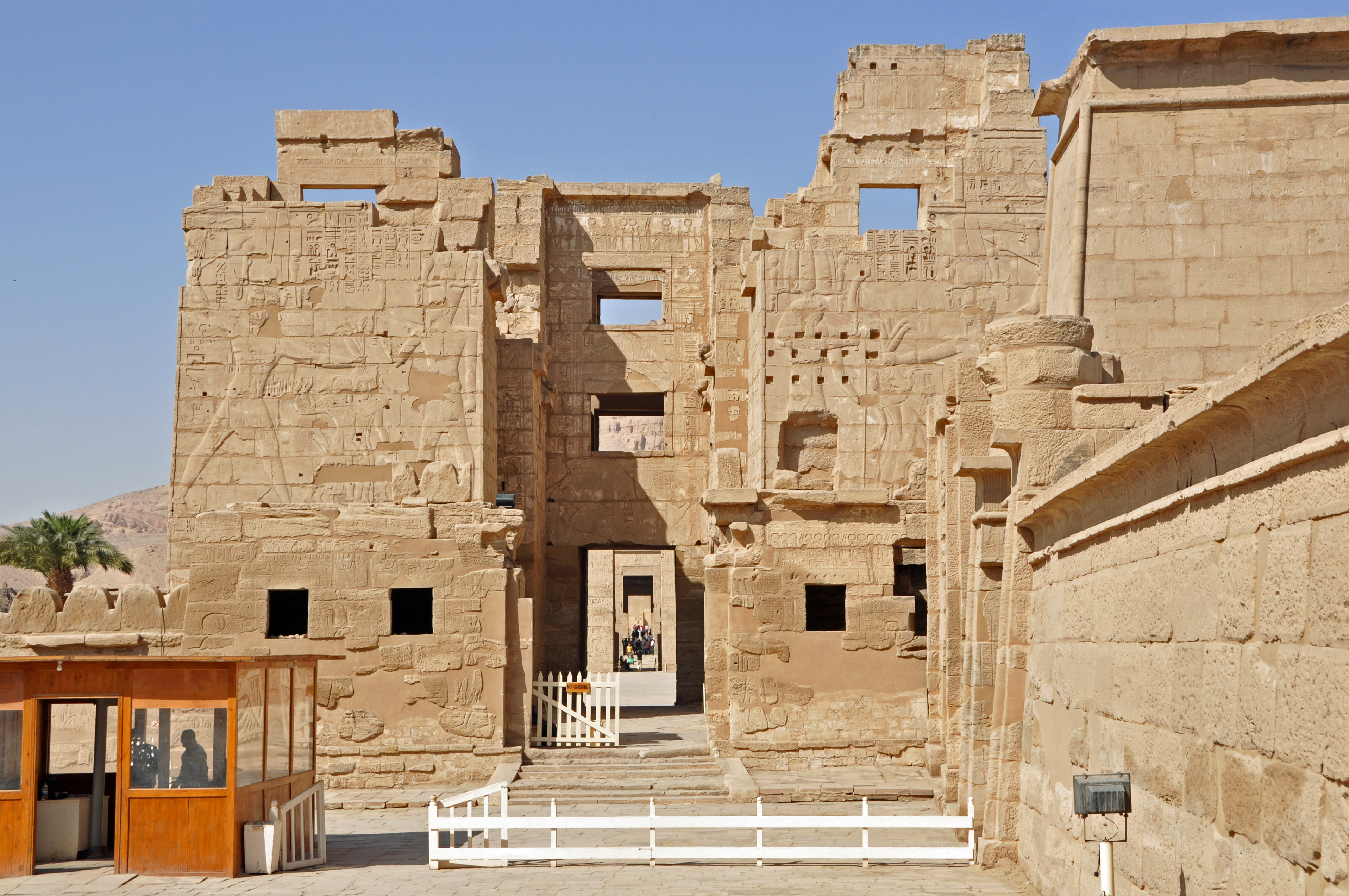
Вхід до Медінет-Абу

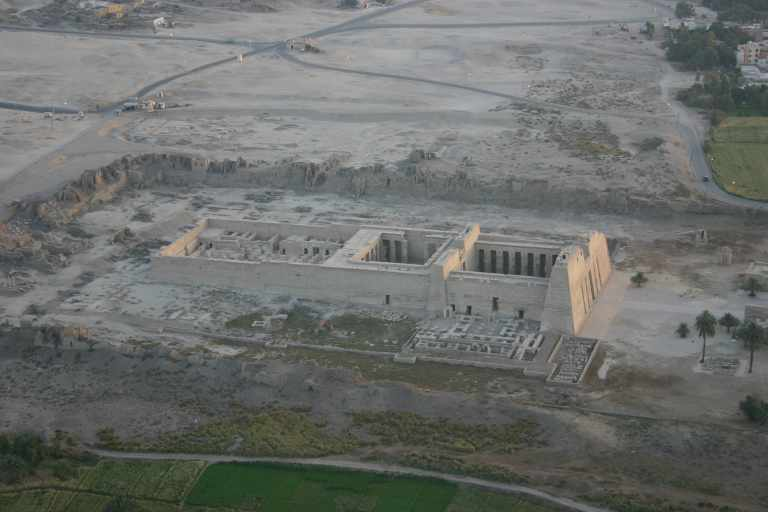
Вигляд з повітря

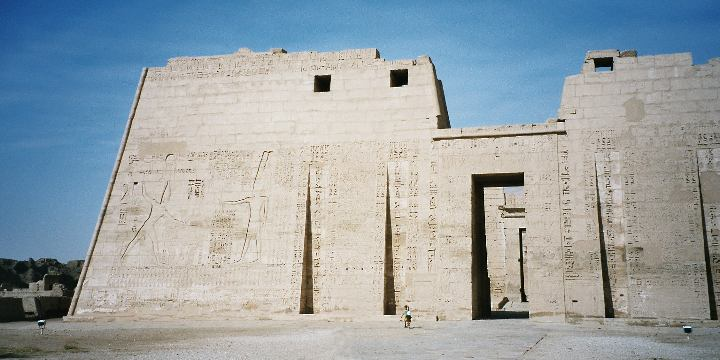
Перший пілон заупокійного храму Рамзеса III

Медінет-Абу (єгип.: Tjamet або Djamet; копт.: Djeme або Djemi) — археологічна місцевість, розташована поряд із підніжжям фіванських пагорбів на західному березі Нілу, навпроти сучасного міста Луксор, що у Єгипті.

## Храм Амона
Ліворуч від входу до заупокійного храму Рамзеса III розташований храм Амона, датований XVIII династією, збудований Хатшепсут і Тутмосом III. Упродовж років його багато разів змінювали й добудовували, зокрема за часів правління XX, XXV, XXVI, XXIX та XXX династій, а також під час греко-римського періоду.

## Храм Рамзеса III
Храм, що має 150 метрів завдовжки, виконано у традиційному дизайні і дуже нагадує заупокійний храм Рамзеса II (Рамессеум).
Всередині будівлі розташовані каплиці Аменірдіс I, Шепенупет II та Нітікрет I, всі з яких мають титул Божественних дружин Амона.
За часів коптів всередині храму була церква, утім її невдовзі було перенесено. У ті часи деякі різьблення було замінено на коптські.

## Храм Ай і Хоремхеба
На північ від храму Рамзеса III розташований храм Ай і Хоремхеба (англ. Temple of Ay & Horemheb).